# 2046 Leningrad
För andra betydelser, se Leningrad (olika betydelser).
2046 Leningrad eller 1968 UD1 är en asteroid i huvudbältet som upptäcktes den 22 oktober 1968 av den ryska astronomen Tamara Smirnova vid Krims astrofysiska observatorium på Krim. Den har fått sitt namn efter staden Sankt Petersburg, som vid tillfället för upptäckten hette Leningrad.
Asteroiden har en diameter på ungefär 26 kilometer och den tillhör asteroidgruppen Themis.